# Нёлякохадуттэ
Нёлякохадуттэ (устар. Олику-Хадуттэ) — река в России, протекает по Пуровскому району Ямало-Ненецкого АО. Устье реки находится в 81 км по левому берегу реки Табъяха. Длина реки составляет 23 км.
Берёт начало из озёр Мялгохадуттэмал-То.

## Данные водного реестра
По данным государственного водного реестра России относится к Нижнеобскому бассейновому округу, водохозяйственный участок реки — Пур, речной подбассейн реки — Подбассейн отсутствует. Речной бассейн реки — Пур.
По данным геоинформационной системы водохозяйственного районирования территории РФ, подготовленной Федеральным агентством водных ресурсов:
- Код водного объекта в государственном водном реестре — 15040000112115300062057
- Код по гидрологической изученности (ГИ) — 115306205
- Код бассейна — 15.04.00.001
- Номер тома по ГИ — 15
- Выпуск по ГИ — 3